# Ludwig Binder (Maler)
Ludwig Binder (* 4. Oktober 1911 in Bad Aibling; † 24. September 1968 in Würzburg) war ein deutscher Maler und Illustrator.

## Leben
Ludwig Binder war ein akademischer Maler, Illustrator und Graphiker. Bestimmend für sein Leben waren seine künstlerische Begabung und sein Interesse an der Natur. Nach zwei Semestern an der Kunstschule in Nürnberg rückte er in die Meisterklasse von Selzer auf. Vom Jahre 1930 an besuchte er die Akademie für angewandte Kunst in München als Schüler von Jank dem bekannten Pferdemaler und Lehrer weltberühmter Künstler wie Michael Mathias Kiefer. Von da an war die Beobachtung und Darstellung des Tieres Binders Lebensinhalt.
Ab 1932 arbeitete er als Illustrator für die Zeitschriften „Jugendlust“, „Deutscher Jäger“ und für den Delicia Verlag in Leipzig als Tiermaler. Später schuf er Illustrationen für ein Wespenbuch beim Schreiber-Verlag in München sowie den Verlag Quelle und Meyer. Danach holte ihn der Bayerische Schulbuchverlag in München zu seinem Hauptmitarbeiter. Seine Tier-Illustrationen erschienen 1952/53 in „Die Biologie“ von Max von Frisch und den Tierkunde-Büchern von Walter Wüst 1957/59. Außerdem war er für die Schmeil-Tierkunde tätig. Seit 1962 machten ihn seine Vogelbilder in den Tier-Kalendern des Kronen-Verlages und der Sammlung „Mitteleuropäische Vogelwelt“ weltbekannt. Das sollte sein Lebenswerk sein. Ein Rezensent in den Blättern für Lehrerbildung äußerte sich über Binders Bilder um 1953:

„Ludwig Binder aus Bamberg ist ein ganz großer Künstler. Er besitzt die ehrfürchtige Andacht vor der Kreatur und eine so disziplinierte Hand, wie ich keine zweite kenne. Wer je eine Originalzeichnung von Binder gesehen hat – und sei es auch nur die einer Fliege, einer Blume oder eines Tieres, der muss diesen seltenen Künstler bewundern. Für ihn ist heute kein Raum in einer modernen Kunstausstellung, aber wenn man aus einer solchen mit allen Zweifeln über Kunst und Können wie betäubt flüchtet, kann man bei seinen Bildern Zuflucht suchen und das Gleichgewicht wieder finden.“

Seine Tierwiedergaben sind nicht fotografisch genaue Zeichnungen, sondern weisen oft auf einen hintergründigen Inhalt hin, auf Einsamkeit, Ruhe, Schlauheit oder ungestüme Wildheit. Seine Werke zeichnen sich durch hohe wissenschaftliche Detailliertheit als auch künstlerische Individualität aus. So sind seine bekannten Vogelbilder für den Kronen-Verlag Hamburg gekennzeichnet durch einen Malstil, der das Vogelgefieder äußerst lebendig und damit lebensecht aussehen lässt.
Ein Liebhaber der Arbeiten von Ludwig Binder war der Zar Ferdinand I von Bulgarien. Ludwig Binder hatte u. a. Ausstellungen in der Staatsbibliothek Bamberg.

### Arbeiten für den Kronen-Verlag Hamburg
Ludwig Binder fertigte mehr als einhundert hochdetaillierte Vogelaquarelle für den Kronen-Verlag Hamburg des Verlegers Erich Cramer im Zeitraum zwischen 1963 und 1968 an. Neben mitteleuropäischen Vogelarten porträtierte er auch tropische Vögel wie Papageien. Dabei arbeiteten Binder und Cramer eng mit renommierten Wissenschaftlern der Senckenberg-Gesellschaft, dem Museum für Naturkunde Berlin, der Zoologischen Staatssammlung München und weiteren bekannten deutschen Instituten zusammen um die einzelnen Vogelarten so naturgetreu wie möglich zu zeichnen. Um dieses Ziel zu erreichen, waren sowohl die zeitlichen als auch die finanziellen Rahmenbedingungen sehr großzügig bemessen. Es fand ein reger Austausch zwischen den am Vogelwerk beteiligten Künstlern, dem Verleger und den Wissenschaftlern statt. Um den hohen Anspruch zu erfüllen, wurden deshalb nicht selten Aquarelle um- oder komplett neu gezeichnet. Die dabei entstandenen Aquarelle, gezeichnet im Format 24 × 33 cm, wurden damals als Reprints in Leinenkassetten zusammen mit Werken anderer bekannter Künstler wie Franz Murr und Karl Grossmann als Offsetdrucke „Mitteleuropäische Vogelwelt“ europaweit vermarktet. Noch heute findet man viele dieser, mit wissenschaftlichen Begleittexten auf der Rückseite versehenen naturkundlichen Tafeln, in Schulen, Museen und wissenschaftlichen Instituten auf der ganzen Welt. Ludwig Binder leistete mit seinen faszinierenden Werken einen bedeutenden Anteil am Erfolg der Sammlung naturkundlicher Tafeln des Kronen-Verlags.

## Werke (Als Autor bzw. Illustrator – Auszug)
- Wüst, W & Binder, L. (1962): Tierkunde Band Wirbeltiere, Vögel, Kriechtiere, Lurche, Fische. Bayerischer Schulbuch-Verlag.
- Cramer, Erich (Hrsg.) (1962): Mitteleuropäische Vogelwelt. Mit 272 naturkundlichen Tafeln in farbigem Offsetdruck. Kronen-Verlag Hamburg.
- Frisch, Karl von (1967): Biologie. Textzeichnungen: Ludwig Binder. Bayerischer Schulbuch-Verlag München. 447 Seiten.
- Wüst, W & Binder, L. (1968): Tierkunde Band 1, Säugetiere. Mit 182 Farbzeichnungen von Ludwig Binder. Bayerischer Schulbuch-Verlag.
- Wüst, W & Binder, L. (1970): Die Brutvögel Mitteleuropas. Mit 263 Farbbildern von Ludwig Binder. Bayerischer Schulbuch-Verlag, 519 Seiten.
- Cramer, Erich (Hrsg.) (ca. 1970): Eine kleine Vogelkunde. Zwölf Deckfarbenmalereien, 12 Blätter in Mappe. Ausgewählt für die Abonnenten des Tagesspiegels. Nach Originalen von Franz Murr und Ludwig Binder. Kronen-Verlag Hamburg.
- Pfandzelter, Reinhold (1975): Menschenkunde. Textillustration: Ludwig Binder. Bayerischer Schulbuch-Verlag München. 224 Seiten.
- Dircksen, Rolf (1975): Tierkunde. Band 1 Wirbeltiere. Mit Illustrationen von Ludwig Binder. Bayerischer Schulbuch-Verlag München. 319 Seiten.
- Ostenrath, Friedrich (1990): Exotische Vögel. Mit Zeichnungen von Ludwig Binder. Stedtfeld-Verlag Münster. 62 Seiten.
- Ostenrath, Friedrich (1990): Wasservögel. Mit Zeichnungen von Ludwig Binder. Stedtfeld-Verlag Münster. 62 Seiten.